# پیترو لومباردی (کشتی‌گیر)
پیترو لومباردی (ایتالیایی: Pietro Lombardi؛ ۴ ژوئن ۱۹۲۲ – ۵ اکتبر ۲۰۱۱) کشتی‌گیر فرنگی اهل ایتالیا بود.
وی در مسابقات کشوری و بین‌المللی در مجموع برندهٔ ۱ مدال طلا، ۲ مدال برنز شده‌است.